# 秋盆江
秋盆江（越南语：／）:39，是越南中南沿海地區的一条河流。发源于西原玉岭山，自西南向东北流经岘港市，最终在舊会安市东隅的大占海口注入南海。总长198公里，流域面积约10,035平方公里。

## 地理
秋盆江发源于岘港市南隅南茶眉县的玉岭山区，其上源名为争江，自南向北流经舊北茶眉县、仙福县、协德县、农山县及潍川县，并在潍川县与于嘉江交汇，始称秋盆江，并分為許多分支，秋盆江最终在岘港市东北隅的会安古镇大占海口注入南海。其流域包括了顺化市、广义省、岘港市3个一级行政区，流域总面积约10,035平方公里。

## 文化
秋盆江流域孕育了沙黃文化及占婆文化，江畔的聚落在公元前就已开始对外贸易:116，沙黃文化的一些遗址分布在河道两岸:19-21。而日后占婆王国的宗教中心美山也位于江畔。秋盆江入海口则有联合国教科文组织列为文化遗产的会安古镇:22。
秋盆江畔的一些地方还举办秋盆婆节，该节日与京族人南进时在秋盆江畔建立定居点的历史相关。